# علی‌رضالی
علی‌رضالی (به لاتین: Əlirzalı) یک منطقه مسکونی در جمهوری آذربایجان است که در شهرستان گران‌بوی واقع شده است. علی‌رضالی ۱۰۰۶ نفر جمعیت دارد.